# HG創英角ポップ体
HG創英角ポップ体（HGそうえいかくポップたい）は、日本語の書体の一つ。

## 概要
商品のPOPなどに使われる「ポップ体」と呼ばれる書体の一つ。ポップ体にしては珍しく、JIS漢字コードの第四水準まで揃っている。書体名のHGとはHigh Gradeの略である。
フォント制作会社の創英企画によって製作され、リコーインダストリアルソリューションズによって1994年（平成6年）より販売されている。2016年（平成28年）、HG創英角ポップ体を含む創英企画の保有する34書体の字母権利が、リコーインダストリアルソリューションズに譲渡された。
このフォントは1999年（平成11年）に発売された Office 2000 以降の Microsoft Office に標準でバンドルされている。
創英企画の依頼でグラフィックデザイナーの水本恵子が製作したフォント、「創英ポップ体1」が元となっている。なお、水本は『ベン・ケーシー』や『スター千一夜』といった有名テレビ番組のロゴタイプも手がけた高名なデザイナーではあるが、フォントを制作したのはこれが初めてであった。
POPのような「手書き感」を出すため、フォントの統一感が無い。すなわち、文字によって大きさや重心などが揃っていない。
姉妹フォントとして「HG創英丸ポップ体」（ソースネクスト『筆まめ』『筆王』などに内包）があり、こちらも水本恵子が製作した「創英ポップ体2」を元にしている。

## 種類
- HG創英角ポップ体 - 等幅フォント
- HGP創英角ポップ体 - プロポーショナルフォント
- HGS創英角ポップ体 - 全角文字は等幅フォント、半角文字はプロポーショナルフォント

## 評判
Microsoft Officeに付属されたため手軽なフォントとしてあちこちに多用され、洗練されていないフォントの代表格として扱われるようになってしまった。ヤバイTシャツ屋さんは、HG創英角ポップ体を揶揄した楽曲「創英角ポップ体」を発表し、2020年発売のシングル『うなぎのぼり』に収録した。

## 使用例

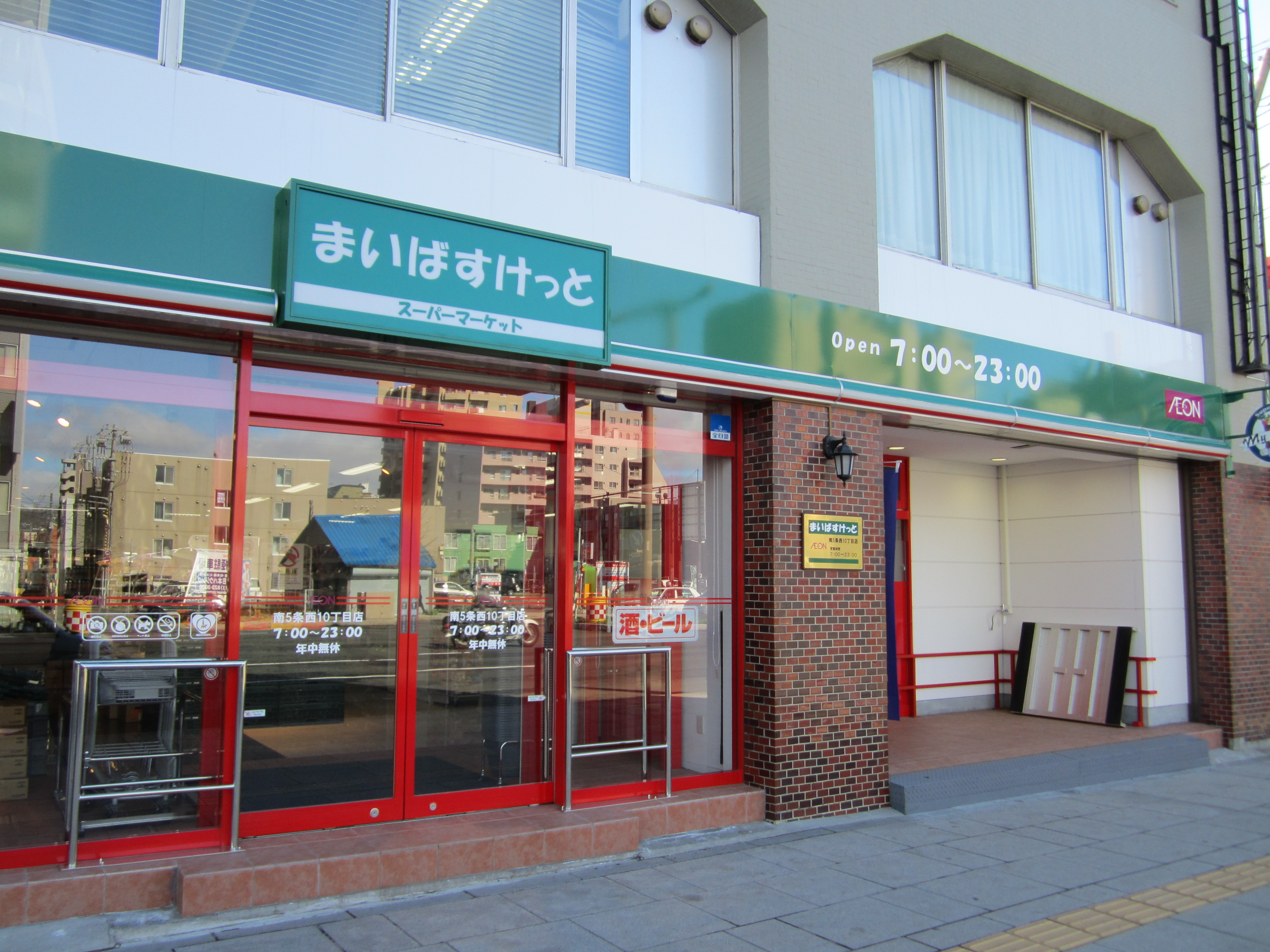
まいばすけっとの看板
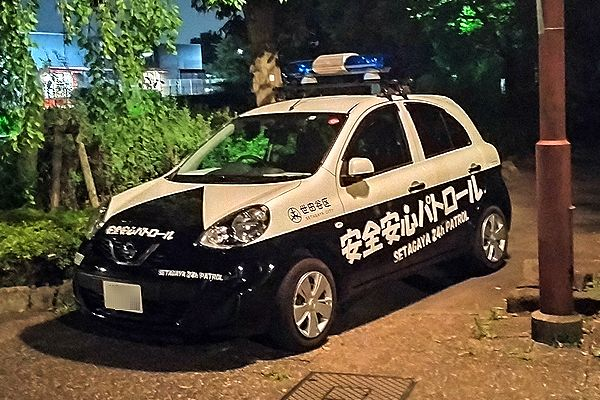
世田谷区の青パト

## 参照
1. 1 2  「創英角ポップ体」の謎に迫る、ねとらぼ、2017年09月25日 11時00分 公開。
2. 1 2 3 4  あの「HG創英角ポップ体」の元となった直筆生原稿を見た - デイリーポータルZ：@nifty
3. ↑  創英書体の字母権利取得により、フォントのラインナップ強化へ、リコーインダストリアルソリューションズ、2016年11月22日。
4. ↑  “ふところ、重心”. フォント用語集.  モリサワ. 2025年8月15日閲覧。
5. ↑  フォントから考える(1) 創英角ポップ体はなぜ街に溢れるのか? | マイナビニュース
6. ↑  ”Apple VS 創英角ポップ体”　世界一スタイリッシュな企業と創英角ポップ体のバトルが思いのほか熱い - ねとらぼ
7. ↑  ヤバイTシャツ屋さん、ニューシングルと映像作品の収録曲発表、BARKS、2020年2月13日 21時。